# آیبن‌اشتوک
شهر آیبن‌اشتوک در ایالت زاکسن در کشور آلمان واقع شده است.